# Tatopani (Sindhupalchok)
Tatopani (Nepali तातोपानी) ist ein Dorf und ein Village Development Committee (VDC) in Nepal im Distrikt Sindhupalchok.
Das VDC Tatopani liegt im Himalaya im Norden von Sindhupalchok an der Grenze zu Tibet. Die Fernstraße Araniko Rajmarg führt entlang dem Sunkoshi (auch Bhotekoshi) durch das Gebiet und endet bei Kodari an der Brücke der sino-nepalesischen Freundschaft. 

## Einwohner
Bei der Volkszählung 2011 hatte das VDC Tatopani 6774 Einwohner (davon 3512 männlich) in 1733 Haushalten.

## Dörfer und Weiler
Tatopani besteht aus mehreren Dörfern und Weilern. 
Die wichtigsten sind:
- Kodari (2100 m ⊙)
- Tatopani (1900 m ⊙)